# Hans Ahlmann
Hans Jakob Konrad Wilhelmsson Ahlmann (ur. 14 listopada 1889 w Karlsborgu, zm. 10 marca 1974 w Sztokholmie) – szwedzki geograf, profesor uniwersytetu w Sztokholmie.
Od 1921 do 1950 jako profesor wykładał na uniwersytecie w Sztokholmie, 1956–1960 był przewodniczącym Międzynarodowej Unii Geograficznej. Był członkiem honorowym Polskiego Towarzystwa Geograficznego
Jego prace dotyczą klimatologii i geomorfologii. Prowadził badania na Spitsbergenie, Grenlandii, Ziemi Franciszka Józefa, Islandii i Antarktydzie. Był inicjatorem norwesko-szwedzko-brytyjskiej wyprawy na Antarktydę 1949-1952. W 1939 został członkiem Leopoldiny